# Capsaspora
Capsaspora är en encellig eukaryot av stammen Opisthokonta, som lever symbiotiskt i hemolymfan hos snäckan Biomphalaria glabrata. Snäckan är väl studerad som värddjur för bilharzia.

## Arter
Arten Capsaspora owczarzaki anses (2011) vara det närmaste man kan komma anmoder till alla jordens djur. Det är en forskargrupp från Barcelonas universitet som dragit denna epokgörande slutsats.

## Taxonomi
Trots att Capsaspora är en opisthokont, verkar den inte passa i någon av de etablerade opisthokont-ättlingarna såsom Nucleariider eller Mesomycetozoea.  Den är del av sin egen grupp, möjligen tillsammans med Ministeria.  Denna grupp är besläktad med djur och kragflagellater.